# Gran Premio di Chiasso 1999
Il Gran Premio di Chiasso 1999, quinta edizione della corsa, si svolse il 6 marzo su un percorso di 136 km, con partenza e arrivo a Chiasso. Fu vinto dal lettone Romāns Vainšteins della Vini Caldirola-Sidermec davanti all'italiano Gabriele Balducci e al britannico David Millar.

## Ordine d'arrivo (Top 10)
| Pos. | Corridore         | Squadra             | Tempo    |
| ---- | ----------------- | ------------------- | -------- |
| 1    | Romāns Vainšteins | Vini Caldirola      | 3h25'34" |
| 2    | Gabriele Balducci | Navigare-Gaerne     | a 54"    |
| 3    | David Millar      | Cofidis             | s.t.     |
| 4    | Oscar Camenzind   | Lampre-Daikin       | s.t.     |
| 5    | Paolo Valoti      | Mobilvetta Design   | s.t.     |
| 6    | Aldo Zanetti      | Navigare-Gaerne     | s.t.     |
| 7    | Simone Campagnari | Amica Chips         | a 1'08"  |
| 8    | Mauro Gianetti    | Vini Caldirola      | s.t.     |
| 9    | Aleksandr Šefer   | Riso Scotti-Vinavil | a 1'19"  |
| 10   | Ellis Rastelli    | Liquigas-Pata       | a 1'22"  |